# Kalle Palander
Kalle Palander, född 2 maj 1977 i Torneå, Finland, före detta alpin skidåkare.
Kalle Palander blev världsmästare i slalom 1999. Han vann världscupen i slalom 2003.

## Världscupsegrar
| Datum            | Plats       | Disciplin  |
| ---------------- | ----------- | ---------- |
| 26 januari 2003  | Kitzbühel   | Slalom     |
| 28 januari 2003  | Schladming  | Slalom     |
| 2 mars 2003      | Yongpyong   | Slalom     |
| 8 mars 2003      | Shiga Kōgen | Slalom     |
| 23 november 2003 | Park City   | Slalom     |
| 14 december 2003 | Alta Badia  | Storslalom |
| 4 januari 2004   | Flachau     | Slalom     |
| 24 januari 2004  | Kitzbühel   | Slalom     |
| 7 februari 2004  | Adelboden   | Storslalom |
| 14 mars 2004     | Sestrière   | Slalom     |
| 24 januari 2006  | Schladming  | Slalom     |
| 11 mars 2006     | Shigakogen  | Slalom     |
| 17 december 2006 | Alta Badia  | Storslalom |
| 16 december 2007 | Alta Badia  | Storslalom |